# Lucía Topolansky

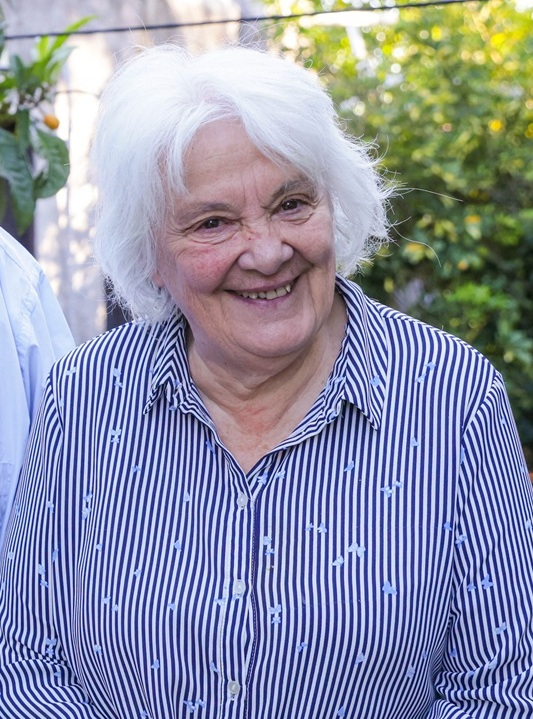
Lucia Topolansky 2023

Lucía Topolansky Saavedra (* 25. September 1944 in Montevideo) ist eine uruguayische Politikerin. Sie gehört dem Movimiento de Liberación Nacional – Tupamaros sowie dem Movimiento de Participación Popular, Bestandteil der Frente Amplio, an. Sie diente lange als Senatorin im Oberhaus des Parlaments. Sie ist die Witwe des verstorbenen Staatspräsidenten José Mujica. Sie war von September 2017 bis Februar 2020 die Vizepräsidentin Uruguays.

## Leben
Lucía Topolansky und ihre Zwillingsschwester María Elia wurden in Montevideo als die jüngsten Kinder des Ingenieurs Luis Topolansky Müller und seiner Ehefrau María Elia Saavedra Rodríguez geboren, die bereits fünf Kinder hatten. Einige Jahre lebte die Familie in Punta del Este, bevor sie in die Hauptstadt zurückkehrte.
Nach dem Abitur studierte Topolansky an der Universidad de la República Architektur, bevor sie die Universität 1969 verließ. Bereits 1967 hatte sie sich der Guerillagruppe Movimiento de Liberación Nacional – Tupamaros angeschlossen, in der sie auch José Mujica kennen lernte.
1970 wurde sie das erste Mal verhaftet, konnte aber wenige Monate später fliehen. 1972 folgte eine erneute Verhaftung, woraufhin sie bis 1985 in Gefangenschaft blieb, als sie durch eine Amnestie frei kam. Während ihrer Haft wurde Topolansky, wie andere Gefangene, physischen und psychischen Qualen ausgesetzt. 2005 heiratete sie nach längerem Zusammenleben José Mujica.

## Politische Karriere

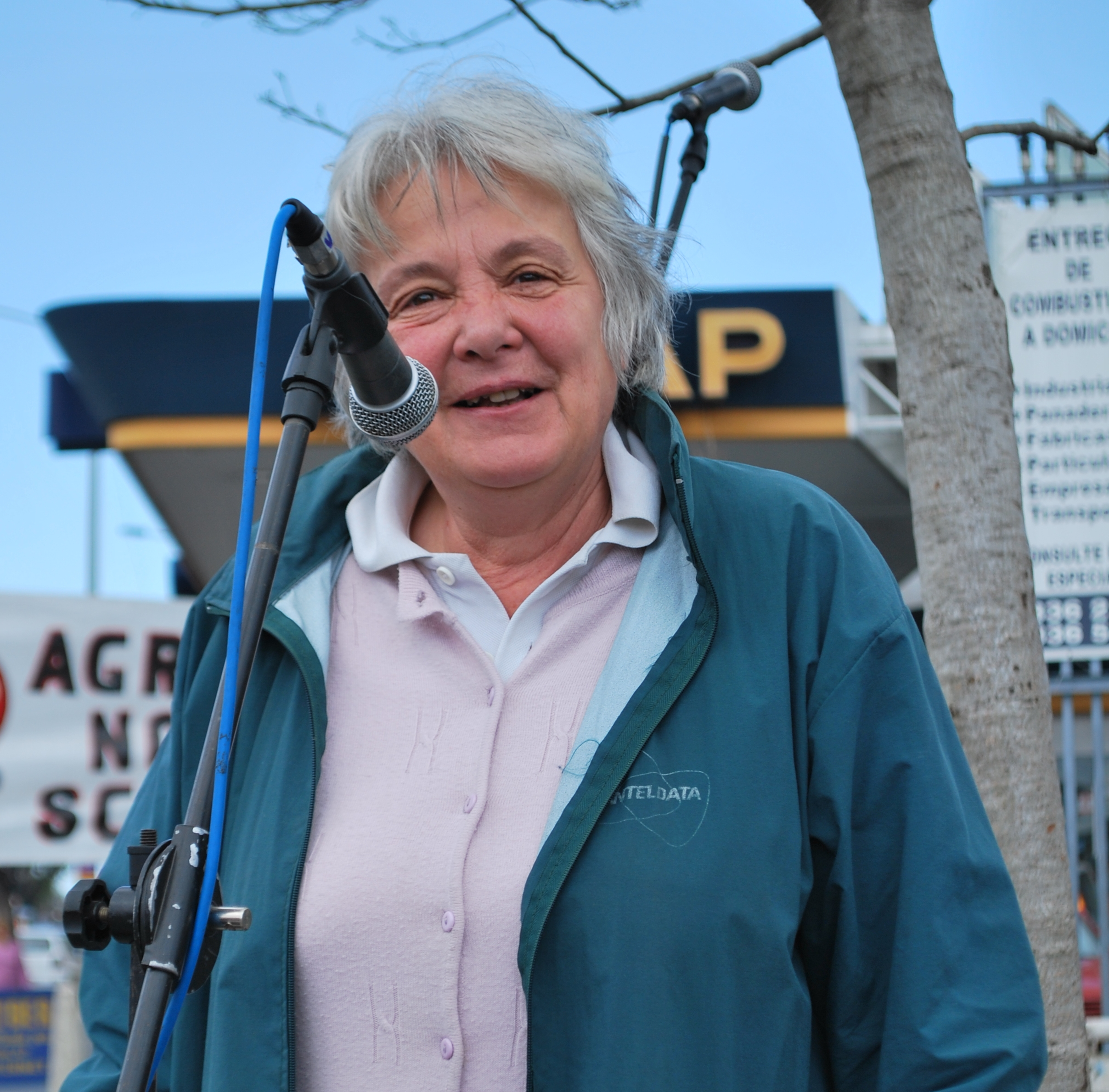
Lucía Topolansky (2009)

Nach ihrer Freilassung gründete Topolansky mit anderen Angehörigen der Tupamaros das Movimiento de Participación Popular (MPP), eine Bewegung, die sich 1989 der linken Parteienbündnis Frente Amplio anschloss. 2000 zog sie in die Abgeordnetenkammer ein. Bei den Wahlen in Uruguay 2004 führte sie die Liste der MPP an. Ihre Fraktion erhielt die meisten Stimmen innerhalb der MPP, die insgesamt die zuvor regierende Partido Colorado überflügelte. Im März 2005 wurde ihr Mann Minister, während sie in verschiedenen Parlamentsausschüssen wirkte. Topolanskys Bekanntheitsgrad erhöhte sich beträchtlich, als ihr Mann für die Wahlen in Uruguay 2009 als Präsident kandidierte. Als dieser zum Präsidenten gewählt wurde, nahm seine Frau als Senatorin mit den meisten Wählerstimmen seinen Eid ab. In der Folge des Amtsantritts ihres Mannes war sie ab März 2010 fünf Jahre lang an der Seite des Staatspräsidenten. Im Oktober 2014 wurde sie erneut zur Senatorin gewählt. Am 7. März 2015 gab sie ihre Kandidatur für das Amt des Intendente im Departamento Montevideo bzw. für das der Bürgermeisterin bekannt.
Sie war nach dem Rücktritt von Raúl Fernando Sendic von September 2017 bis Februar 2020 die Vizepräsidentin Uruguays.